# باتريشيا كي
باتريشيا كي (بالإنجليزية: Patricia Kay)‏ (7 مارس 1937، أوهايو في الولايات المتحدة)؛ روائية أمريكية.